# Ràdio Barcelona
Ràdio Barcelona ist ein spanisch- und katalanischsprachiger Hörfunksender in Barcelona, Spanien. 

## Geschichte

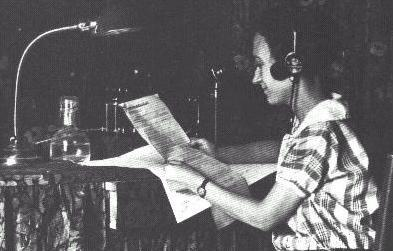
Die erste Radiostimme: María Sabater am 14. November 1924 um 18:30 Uhr Ortszeit.

Von der im Jahr 1924 gegründeten Asociación Nacional de Radiodifusión ausgehend, ging „EAJ-1 Radio Barcelona“ am 14. November 1924 um 18:30 Uhr Ortszeit auf Sendung. Die erste Stimme war María Sabater vorbehalten, die nach einer kurzen Einleitung erstmal das „EAJ1“ im Sendernamen erklärte: „EA steht für Spanien, J steht für drahtlose Telegrafie und 1 für die Nummer der Radiolizenz.“ Obwohl man die Radiolizenz 1 bekam, war man nicht Spaniens erster auf Sendung gehender Radiosender, das war „EAJ-2 Radio España de Madrid“, später Radio España, das vier Tage früher auf Sendung ging.
Danach folgte eine Ansprache des damaligen Bürgermeisters von Barcelona, Darío Rumeu. Weiter war der erste Sendetag geprägt von Reden und Ankündigungen verschiedener Behörden der Stadt sowie von einem Konzert des Pianisten Torné und des Cellisten Oró.
Seit 1927 überträgt Ràdio Barcelona die Informationen des katalanischen Wetterdiensts (Meteocat).
Am 8. April 1928 übertrug man als erster Radiosender ein Fußballspiel (hier des FC Barcelona) live; am 5. September 1976 erfolgte dies erstmals auf Katalanisch.
1991 wurde damit begonnen als „Radio Barcelona 2“ über UKW zu senden.
Heute sendet Ràdio Barcelona (Sendegebiet: Provinz Barcelona) nur wenige Stunden am Tag und wechselt dann ins Programm von Cadena Ser Catalunya (Sendegebiete: Katalonien, Andorra, Département Pyrénées-Orientales, Franja de Aragón), die sich dann wiederum ans Programm von Cadena Ser España (Sendegebiete: Spanien, Portugal und Grenzgebiete) anschließen.

## Premios Ondas
Seit 1954 verleiht Ràdio Barcelona jährlich die Premios Ondas, die die ersten Radio- und Fernsehpreise waren, die in Spanien vergeben wurden, weshalb sie ein hohes Ansehen genießen.